# Carl Sturtzkopf
Carl Sturtzkopf (* 10. Mai 1896 in Berlin; † 11. November 1973 ebenda) war ein deutscher Pressezeichner und -karikaturist.

## Leben und Werk
Sturtzkopf kam aus einer Kunstmalerfamilie am Bodensee. Er nahm als Soldat am Ersten Weltkrieg teil. Ab 1920 studierte er Druckgrafik an der Akademie der Bildenden Künste München. Dann war er in München Pressezeichner, u. a. für den Simplicissimus und Scherls Magazin, insbesondere als Karikaturist, auch unter dem Pseudonym Charly. Außerdem arbeitete er als Buchillustrator.
Sturtzkopf war Mitglied des Verbands der Pressezeichner. Er blieb als Karikaturist weitgehend unpolitisch. Er war „… im properen Pressebetrieb als flott zeichnender Reporter auf Rennpisten und unter Boxringen unterwegs …“
In der Zeit des Nationalsozialismus war Sturtzkopf Mitglied der Reichskammer der bildenden Künste. Es ist allerdings nur eine Ausstellung belegt, an der er in dieser Zeit beteiligt war. Der politischen Gleichschaltung des Simplicissimus stellte er sich nicht entgegen, ohne jedoch die Nazi-Ideologie direkt zu vertreten. Er wurde jedoch aufgefordert, wie Wilhelm Schulz zu zeichnen. 1943 hatte er mit Olaf Gulbransson eine Audienz bei Joseph Goebbels, bei der ihnen offenbar nahegelegt wurde, wie sie dazu beitragen sollen, das Volk bei Laune zu halten.
Sturtzkopf unterhielt Künstlerfreundschaften u. a. mit Erich Ohser und Albert Schaefer-Ast und später in der DDR mit Harald Kretzschmar.
Wahrscheinlich 1942 zog er nach Berlin.
Nach der Teilnahme am Zweiten Weltkrieg lebt Sturtzkopf wieder in München. Er zeichnete u. a. für Der Simpl. Dabei schuf er auch politische Karikaturen, die sich u. a. gegen restaurative Tendenzen und die Remilitarisierung der Bundesrepublik wandten.
Wegen einer pazifistischen Zeichnung für das kleine linke Satireblatt Der deutsche Michel erfolgten staatsanwaltliche Ermittlungen gegen ihn. Daraufhin ging er 1959 nach Westberlin, wo er bei Charlotte Schmalhausen (1898–1990), der Witwe des Grafikers Otto Schmalhausen (1880–1958) und Schwester der Ehefrau von George Grosz, lebte.
Von Peter Nelken (1919–1966), dem Chefredakteur des Eulenspiegel wurde er als Karikaturist für das Blatt engagiert. Seine Bilder wurden regelmäßig veröffentlicht, und er wurde Mitglied des Verbands Bildender Künstler der DDR.
Arbeiten Sturtzkopfs befinden sich in der Greizer Karikaturensammlung Satiricum.

## Darstellung Sturzkopfs in der bildenden Kunst
Harald Kretzschmar: Charly Sturzkopf (Zeichnung)

## Zeitgenössische Rezeption (1940)
„Die Sportler, die Frauen und die Landschaft – das sind die drei Themenkreise des Zeichners Carl Sturtzkopf. Aber er sucht hier durchaus nicht das ungewöhnliche oder Besondere …Mit einem gewissen distanzierten Interesse lässt er den Alltag an seinem Auge vorbeidefilieren, um einen an sich vielleicht ganz nebensächliche Vorgang mit einer dann allerdings ganz ungewöhnlichen Blicksicherheit und Prägnanz zeichnerisch festzuhalten.“
Eberhard Hölscher

## Buchillustrationen (unvollständig)
- Karl Ettlinger: Karlchen-Album. Verlag Georg Müller, München, 1923
- Voltaire: Kandide. Verlag Georg Müller, München, 1924 (Vorzugsausgabe von 300 Ex. mit 20 Radierungen)
- Carl Arnold Kortum: Die Jobsiade. Ein grotesk komisches Heldengedicht. Verlag Carl Stephenson, Berlin, 1941
- Charles W. Thayer: Bären im Kaviar. Athenäum-Verlag, Bonn, 1952
- M. E. Saltykow: Satirische Märchen. Progress-Verlag Johann Fladung, Düsseldorf, 1958

## Ausstellungen (unvollständig)

### Einzelausstellung
- 1922: München, Graphisches Kabinett

### Ausstellungsbeteiligungen
- 1931: Berlin, Schloss Bellevue, Große Berliner Kunstausstellung
- 1941: Berlin, Haus der Kunst ("Die Pressezeichnung im Kriege")
- 1945: München, Galerie Baudenbach („Die Schwabinger „Kleine“ Kunstausstellung Nr. 2“)

#### Postum
- 1977: Berlin, Berlin-Museum („Berliner Pressezeichner der zwanziger Jahre“)
- 1985: Erfurt, Gelände der Internationalen Gartenbauausstellung („Künstler im Bündnis“)